# 側扁小黃黝魚
侧扁小黄黝魚（学名：Micropercops compressocephalus）为塘鳢科黄黝鱼属的一种淡水鱼类。分布于中国广东韩江水系、龙津河水系、东江水系和漠阳江水系、福建等。该物种的模式产地在广东海丰县莲花山通海的小溪。